# Jean-Daniel Dubois
Pour les articles homonymes, voir Dubois.
Jean-Daniel Dubois, né en 1946 à Moyeuvre-Grande, est un historien des religions et universitaire français. Spécialiste des courants gnostiques des premiers siècles chrétiens et des écrits apocryphes chrétiens, il est directeur d'études à l'École pratique des hautes études et titulaire de la chaire « Gnose et manichéisme » de 1991 à 2014.

## Biographie
Jean-Daniel Dubois est le deuxième fils de Roland Dubois, pasteur luthérien et Marthe Dubois née Roth, professeure de français, tous deux proclamés Justes en 2005. Il obtient une maîtrise à la faculté de théologie protestante de Strasbourg en 1969, puis un doctorat en sciences religieuses en 1977, intitulée De Jean-Baptiste à Jésus. Essai sur la pneumatologie lucanienne sous la direction d'Étienne Trocmé. Il réalise une seconde thèse à l'université d'Oxford intitulée Études sur l'Apocryphe de Zacharie et sur les traditions relatives à la mort de Zacharie, en 1978. Il est bibliste, responsable national des Équipes de recherche bibliques de la Fédération protestante de France de 1974 à 1980. En 1980, il est nommé maître de conférences en histoire du christianisme ancien à la faculté de théologie protestante de Paris, puis devient professeur en 1983. En 1991, il est élu directeur d'études et titulaire de la chaire « Gnose et manichéisme » à l'École pratique des hautes études (section des sciences religieuses), où il succède à Michel Tardieu.

## Activités de recherche et éditoriales
Jean-Daniel Dubois est spécialiste de l'étude des courants gnostiques des premiers siècles chrétiens et de la religion manichéenne. Il a également étudié les écrits apocryphes chrétiens et est cofondateur avec Pierre Geoltrain et François Bovon de l'Association pour l'étude de la littérature apocryphe chrétienne (AELAC). Il participe à la création de la revue Apocrypha, qu'il dirige de 2000 à 2015.

## Publications

### Ouvrages
- Introduction à la littérature gnostique. I, Histoire du mot "gnostique", instruments de travail, collections retrouvées avant 1945, avec Michel Tardieu, Paris, Éditions du Cerf / Éditions du CNRS, 1986, 152 p.  (ISBN 9782204024457)
- avec R. Kuntzmann, Nag Hammadi : Evangile selon Thomas, Textes gnostiques aux origines du christianisme, Paris : Cerf, 1987. (Supplément aux Cahiers Evangile, 58).
- avec Thomas Römer et A. de Pury, Lectio difficilior probabilior? Mélanges offerts à Françoise Smyth, Heidelberg, esprint, 1991 (DBAT, Beiheft, 12).
- avec Bernard Roussel, Entrer en matière, Les prologues, Paris : Cerf, 1998.
- avec M.-A. Amir-Moezzi, C. et F. Jullien, Pensée grecque et sagesse d'Orient, Hommage à Michel Tardieu, Turnhout : Brepols, 2009 (BEHE, Sciences religieuses, 142).
- avec N. Belayche, L'Oiseau et le poisson: cohabitations religieuses dans les mondes grec et romain, Paris : PUPS, 2011 (Religions dans l'Histoire).

### Édition scientifique
- Nag Hammadi : Evangile selon Thomas : textes gnostiques aux origines du christianisme, avec Raymond Kuntzmann, Cahiers Évangile, Paris, Cerf, 1987, 178 p.
- Marc Lods, Protestantisme et tradition de l'Église, éd. scientif. avec J.N. Pérès, Paris, Éditions du Cerf, 1988  (ISBN 9782204030397)
- Les Apocryphes chrétiens, Paris, E.J.L., 2007, 94 p.  (ISBN 9782290000083)
- Contre Fauste le manichéen = Contra Faustum manichaeum. Livres XIII-XXI / [Saint Augustin], sous la direction de M. Dulaey, Paris, Institut d'Études Augustiniennes, 2020, 667 p.